# Severni Vietnam
Demokratično republiko Vietnam (DRV; vietnamsko Việt Nam Dân Chủ Cộng Hòa), znano tudi kot Severni Vietnam, je 2. septembra 1945 v Hanoju razglasil Ho Ši Minh. 
Državo sta leta 1950 priznali Ljudska republika Kitajska in Sovjetska zveza. Leta 1954, po porazu Francozov v bitki za Dien Bien Phu in po sklepih Ženevske konference je Francija uradno priznala Demokratično republiko Vietnam, s tem pa je bil Vietnam z demilitarizirano cono na 17. vzporedniku začasno razdeljen na dve državi. 
Za leto 1956 so bile napovedane volitve, z namenom združitve države. V obdobju do volitev je Severni Vietnam s prestolnico Hanoj postal prva komunistična država v jugovzhodni Aziji, južni del države pa je zajemal nekomunistični Južni Vietnam s prestolnico Sajgon.
Razdelitvi države je sledil masovni beg iz Severnega v Južni Vietnam. Revno prebivalstvo na severu je bilo odrezano od kmetijskih površin na jugu. Med letoma 1953 in 1956 so poskušali z agrarnimi reformami, v okviru katerih so usmrtili desettisoče posestnikov in njihovo zemljo razdelili »zvestim partiji«. Ocene usmrtitev sicer nihajo od manj kot 10 tisoč pa do 100 tisoč in več.
Literarno gibanje Nhân văn - Giai phẩm (Humanizem - Umetnost) je poskušalo demokratizirati državo in omogočiti ljudstvu svobodno izraziti mnenje, vse skupaj pa se je končalo s čistko, v kateri je bilo mnogo intelektualcev in pisateljev zaradi nestrinjanja z vlado poslanih v »prevzgojna« taborišča.
Severni Vietnam je usmerjala komunistična vlada v zavezništvu s Sovjetsko zvezo in Kitajsko. Med vietnamsko vojno je Severni Vietnam nadzoroval Narodno osvobodilno fronto Južnega Vietnama, znano tudi kot Viet Kong, ki se je borila proti južnovietnamski vladi in ZDA. Od leta 1965 naprej sta SZ in Kitajska Severnemu Vietnamu nudili ogromno pomoči v vojnih prizadevanjih. Severni Vietnam je vdrl in zasedel dele sosednjih Laosa in Kambodže in z orožjem zalagal tamkajšnje protivladne skupine, ki jim je ščasoma uspelo strmoglaviti vladi obeh držav. 
30. aprila 1975 je padel Sajgon. Nadzor je navidezno prevzela prehodna vlada, dejansko pa je imela vso oblast v rokah severnovietnamska vojska. Ta vlada se je 2. julija 1976 združila s Severnim Vietnamom in nastala je skupna država, Socialistična republika Vietnam, običajno imenovana samo Vietnam.